# Lego Star Wars: Die komplette Saga
Lego Star Wars: Die komplette Saga (kurz Lego Star Wars: DkS, Eigenschreibweise: LEGO STAR WARS DIE KOMPLETTE SAGA, englischer Originaltitel: Lego Star Wars: The Complete Saga, kurz Lego Star Wars: TCS) ist ein Action-Adventure-Computerspiel, das von Traveller’s Tales entwickelt und von LucasArts bzw. Feral Interactive (macOS) bzw. Traveller's Tales (Handheld- und Mobile-Versionen) im November 2007 für Microsoft Windows, PlayStation 3, Wii und Xbox 360 veröffentlicht wurde. 2010 wurde das Spiel von Feral Interactive für macOS und von Warner Bros. Interactive Entertainment 2007 für den Nintendo DS, 2013 für iOS und 2015 für Android veröffentlicht.
Das Spiel ist eine Kombination aus seinen beiden Vorgängern, dem ersten Lego-Star-Wars-Computerspiel der Lego-Star-Wars-Reihe namens Lego Star Wars und dessen Nachfolger Lego Star Wars II: Die klassische Trilogie, und umfasst die Handlung der ersten sechs Star Wars Filme Episode I, II, III, IV, V und VI. Der Nachfolger ist Lego Star Wars III: The Clone Wars.

## Spielprinzip
Lego Star Wars: Die komplette Saga umfasst alle drei Episoden der Original- sowie der Prequel-Trilogie von Star Wars. Jede Episode setzt sich aus sechs (5 in der DS-Version) verschiedenen Leveln zusammen, wodurch das Spiel insgesamt 36 (30 in der DS-Version) Level enthält. Es gibt keine festgelegte Reihenfolge, in der die Episoden gespielt werden müssen, mit Ausnahme des allerersten Levels. Nach Abschluss des ersten Levels sind alle Episoden von Anfang an verfügbar, wodurch der Spieler selbst entscheiden kann, welche er zuerst spielt. Lediglich die Level der jeweiligen Episoden müssen nacheinander freigespielt werden. Nahezu alle Objekte in der Spielwelt bestehen aus Lego-Steinen und sind zerstörbar. Der Spieler spawnt zu Beginn und nach jedem Neustart des Spiels in einer Lobby, der sogenannten Mos Eisley Cantina, in welcher der Spieler die Episoden und Level auswählen, Charaktere, Tipps und Minispiele kaufen, seinen eigenen Charakter zusammenstellen und in der Nintendo-DS-Version gegen andere Spieler lokal antreten kann.

## Unterschiede der Versionen
Die Xbox-360-, PlayStation-3- und PC-Version sind die einzigen, die eine Full-HD-Auflösung unterstützen. Alle Konsolen- und PC-Versionen besitzen einen Koop-Modus, wobei lediglich die Nintendo-DS-Version eine zweite DS-Konsole für den lokalen Multiplayer benötigt. Ebenfalls enthält diese Version als einzige leicht abgeänderte Zwischensequenzen, da der Nintendo DS technisch geringere Leistung bietet. Im Gegensatz zur traditionellen Steuerung über Controller oder Maus und Tastatur, unterstützt die Wii-Version Bewegungssteuerung und die Nintendo-DS-Version touchsensitive Eingaben, die durch den Touchscreen-basierten Bildschirm der Nintendo-DS möglich werden. Ebenfalls lässt sich die Mobile-Version über touchsensitive Eingaben steuern, jedoch nicht in einem Multiplayer zusammen spielen. Inzwischen ist die Mobile-Version jedoch nicht mehr im Google PlayStore für Android-Smartphones erhältlich.

## Entwicklung
Travellers Tales entwickelte Die komplette Saga nach dem großen Erfolg der ersten beiden Lego Star Wars Spiele. Für das Spiel wurden Lego Star Wars und Lego Star Wars II zusammengeführt und um neue Level, Charaktere und Kostüme ergänzt, sowie grafisch verbessert.
Die kreative Leitung lag bei Travellers Tales Gründer Jon Burton. 

## Rezeption
Lego Star Wars: Die komplette Saga wurde von der Fachpresse überwiegend positiv aufgenommen.
Auf der Bewertungswebsite Metacritic hält die Xbox-360-, PlayStation-3-, Wii- und Nintendo-DS-Version des Spiels einen Metascore von 80 von 100 möglichen Punkten.

### Auszeichnungen
Die Gamer's Edition des Guinness-Buch der Rekorde aus dem Jahr 2009 platzierte das Spiel auf Platz 23 der großartigsten Spiele aller Zeiten.
Das Spiel wurde nominiert für das beste Computerspiel der Nickelodeon Kids’ Choice Awards 2012, mussten den Titel jedoch letztendlich an Just Dance 3 abgeben.

### Verkaufszahlen
Im April 2009 avancierte Lego Star Wars: Die komplette Saga auf Platz vier der meistverkauften Spiele für die Wii und auf Platz neun der meistverkauften Spiele für den Nintendo DS. Bis zum 2. Mai 2009 wurde das Spiel weltweit insgesamt über 3,4 Millionen Mal verkauft.